# Nagato
Nagato (Japans: 長門市, Nagato-shi) is een stad, gelegen in de prefectuur Yamaguchi, in Japan. De stad werd op 31 maart 1954 gesticht.
Op 1 april 2008 had de stad 39.491 inwoners. De totale oppervlakte van de stad bedraagt 357,92 km², waarmee de bevolkingsdichtheid 110 inw./km² is.

## Fusies
Op 22 maart 2005 werden de gemeenten Heki, Misumi en Yuya van het District Otsu aangehecht bij de stad Nagato. Het district Otsu verdween door deze fusie.

## Bekende mensen uit Nagato
- Shinzo Abe (1954-2022), premier van Japan (2006-2007; 2012-2020)